# Bahnhof Hung Hom
Der Bahnhof Hung Hom (chinesisch 紅磡站 / 红磡站, Pinyin Hóngkàn Zhàn, Jyutping Hung4ham3 Zaam6, englisch Hung Hom Station), von der China Railways früher auch Bahnhof Kowloon (九龍車站 / 九龙车站, englisch Kowloon Station) genannt, ist eine Eisenbahnstation auf der East Rail Line und der West Rail Line in Hongkong. Es war bis zur Eröffnung der West Kowloon Station die einzige Station in Hongkong mit grenzüberschreitendem Eisenbahnverkehr ins Festland-China. Es gibt Fernzugverbindungen nach Peking, Shanghai und Guangzhou. In Hongkong ist Hung Hom Station neben Lo Wu und Lok Ma Chau eine von drei Haltestellen mit Umsteigemöglichkeit zwischen den Verkehrsnetzen der Eisenbahn und der U-Bahn MTR.
Die Station befindet sich im Distrikt Yau Tsim Mong auf der Halbinsel Kowloon, in der Nähe des Nordeingangs des Cross-Harbour Tunnels. Trotz der Namensübereinstimmung mit dem Stadtbezirk Hung Hom (紅磡) im Südosten von Kowloon, hat diese Bahnstation ihren Namen von der ehemaligen „Hung-Hom-Bucht“ (紅磡灣, englisch Hung Hom Bay), die aufgrund verschiedener Landgewinnungsprojekte im Küstengebiet im Laufe der Zeit von der Hongkonger Landkarte verschwunden ist.

## Geschichte
Nach dem langen Wirtschaftsboom nach dem Krieg in der ersten Hälfte des 20. Jahrhunderts in Hongkong wurde die alte Kowloon Station auf der Halbinsel im Stadtteil Tsimshatsui zu klein. Außerdem gab es in der dicht besiedelten Stadt keinen Platz oder Möglichkeit zur Erweiterung dieser Station. So eröffnete am 30. November 1975 unter dem neuen Namen der Kowloon-Canton Railway die neue Station. Mit dem Abriss der alten Station wurde am 7. Juni 1978 begonnen. Auf dem Platz wurde das Hong Kong Cultural Centre – ein Komplex mit Konzertsaal und Museen – eröffnet. Der alte Uhrturm des Bahnhofs blieb als Denkmal erhalten.
Die neue Station wurde im Jahr 1996 in Hung Hom Station umbenannt. Damit verbunden wurde die Kowloon-Canton Railway in East Rail Line umbenannt.
Ab dem Jahr 2001 wurde die Hung Hom Station erweitert. Die Neubauten umfassten ein neues Passagierterminal mit darin befindlichen Restaurants, Läden und Fahrkartenschaltern.
Lange Zeit war die Station ein Kopfbahnhof. Das änderte sich mit dem Ausbau der East Rail bis zum Bahnhof East Tsim Sha Tsui. Abermals änderte sich der Status am 16. August 2009. Seitdem gehört der Bahnhof East Tsim Sha Tsui zur West Rail Line. Dadurch wurde die Station Hung Hom wieder zu einem Kopfbahnhof.

## Zukunft
In Zukunft soll die Station an weitere Linien des Nahverkehrsnetzes in Hongkong angeschlossen werden.

## Bahnsteige
Der Bahnhof hat sieben Bahnsteiggleise, von denen sich sechs Gleise an drei Mittelbahnsteigen befinden, Gleis 7 liegt als Reservegleis an einem Seitenbahnsteig. Die Gleise 1 und 4 bis 7 sind als Stumpfgleise nur aus Richtung Norden erreichbar.
| Gleis | Nutzung        |
| ----- | -------------- |
| 1     | East Rail Line |
| 2     | West Rail Line |
| 3     | West Rail Line |
| 4     | East Rail Line |
| 5     | Fernverkehr    |
| 6     | Fernverkehr    |
| 7     | Reservegleis   |

Quelle: MTR Corporation

## Anschluss
Der Bahnhof besitzt Anschlussmöglichkeiten an Bussen und Sammeltaxen – lokal als Public Light Bus bekannt. Vor dem Bahnhof befinden sich außerdem zahlreiche Taxistände.

## Galerie

Innen und Außen – Bahnhof Hung Hom
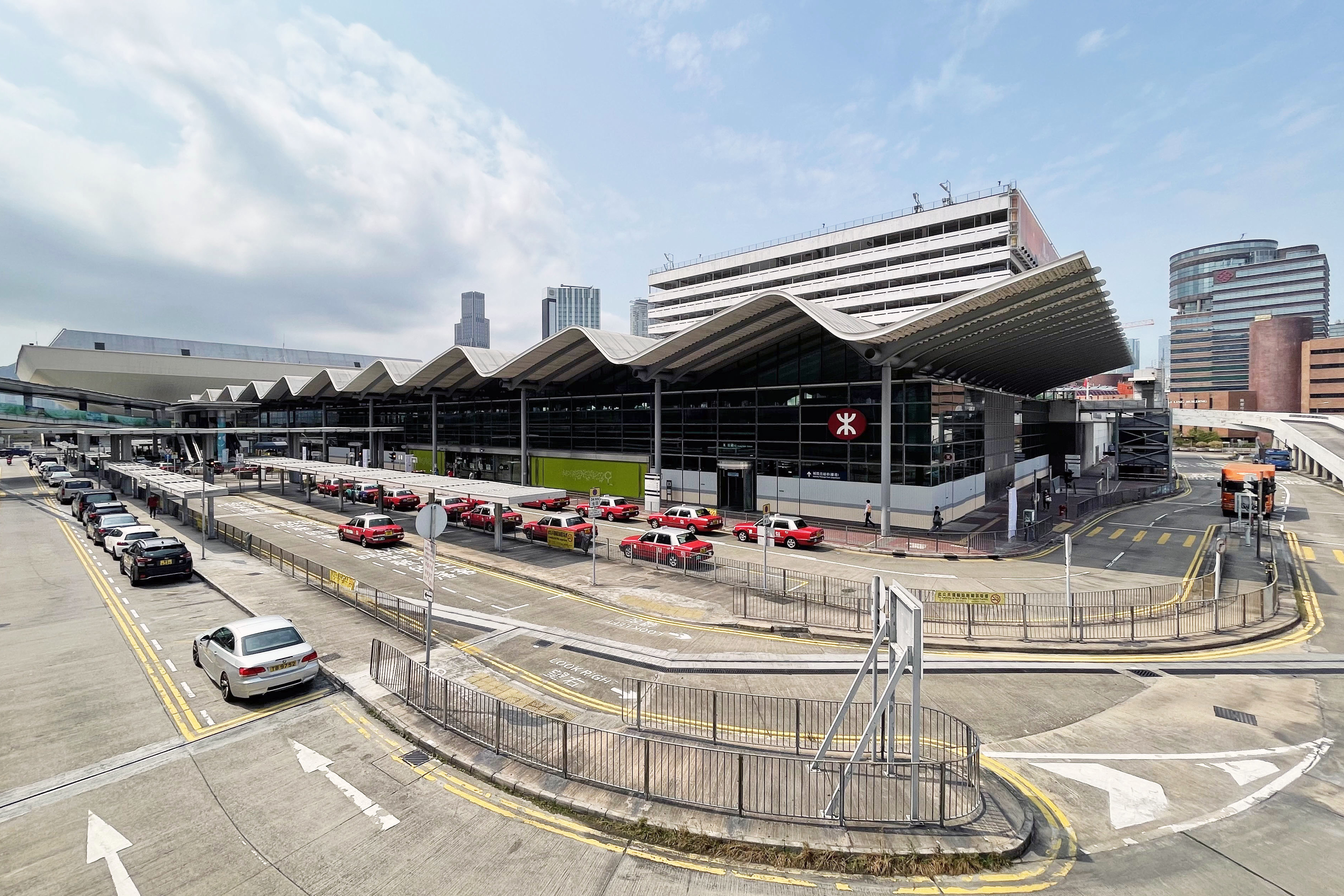
Bahnhof Hung Hom – Ausgang C, 2021
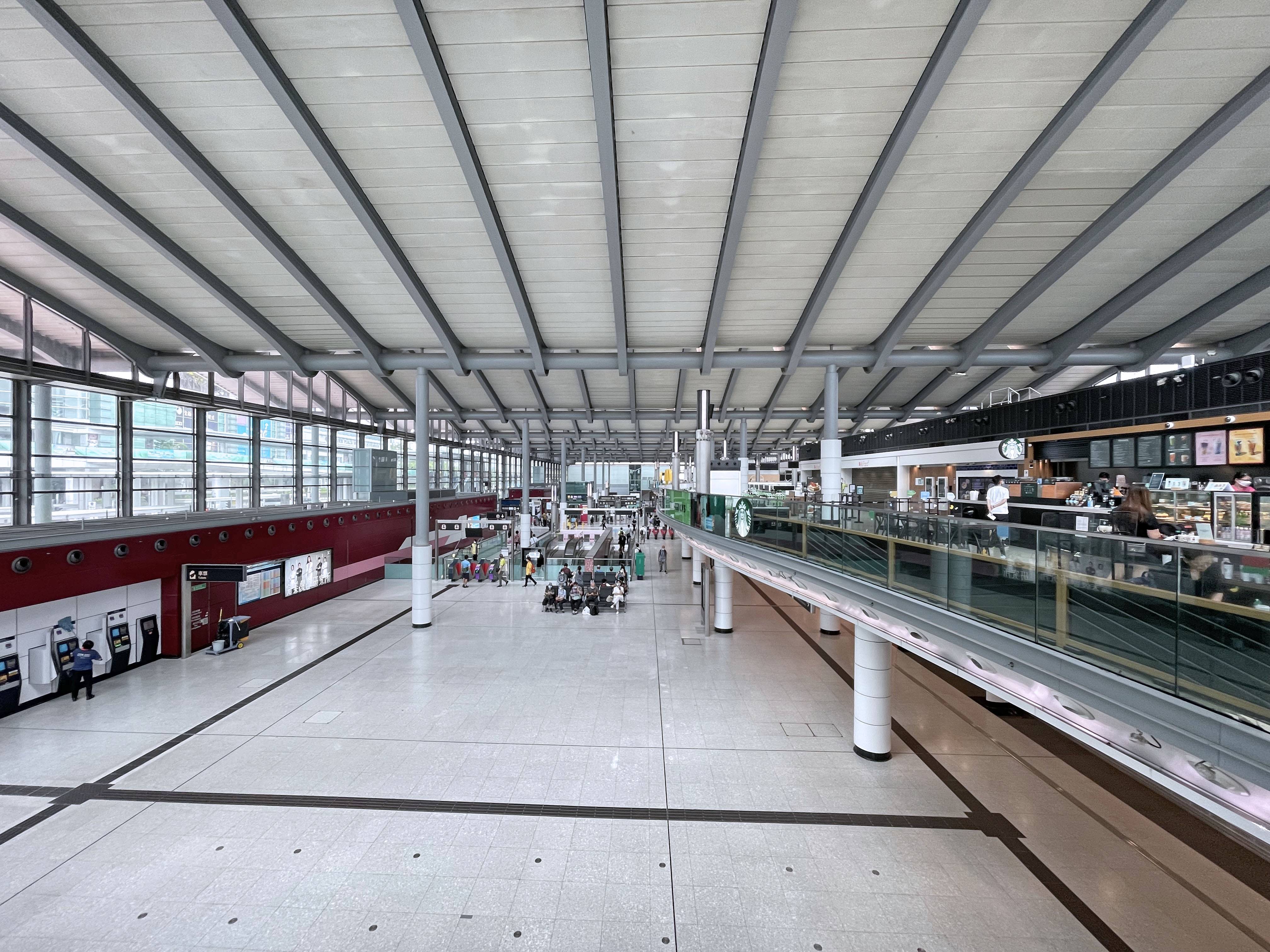
Innen – Tuen Ma Line, 2021
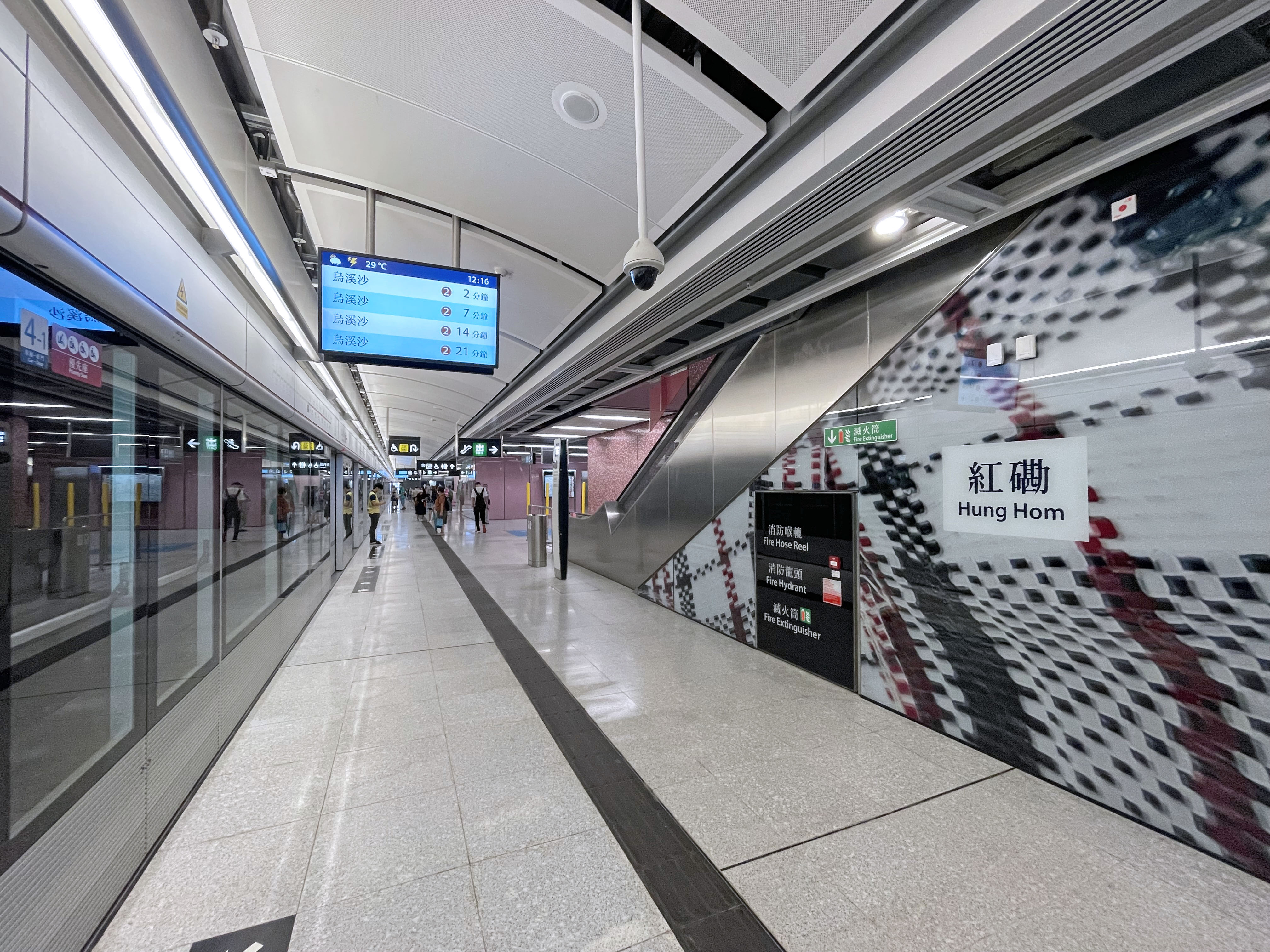
Bahnsteig der Tuen Ma Line, 2021
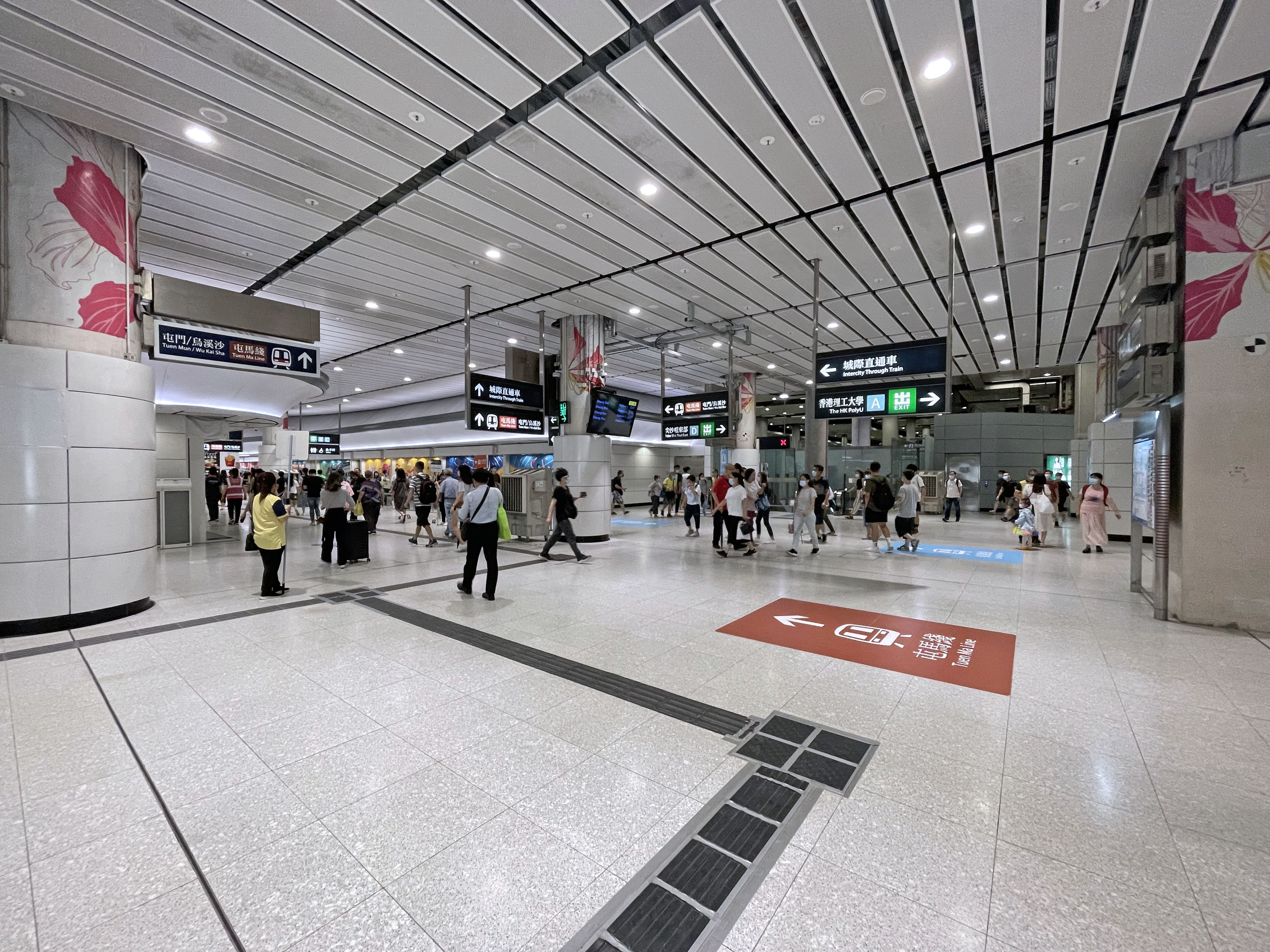
Innen – Eastern Line, 2021
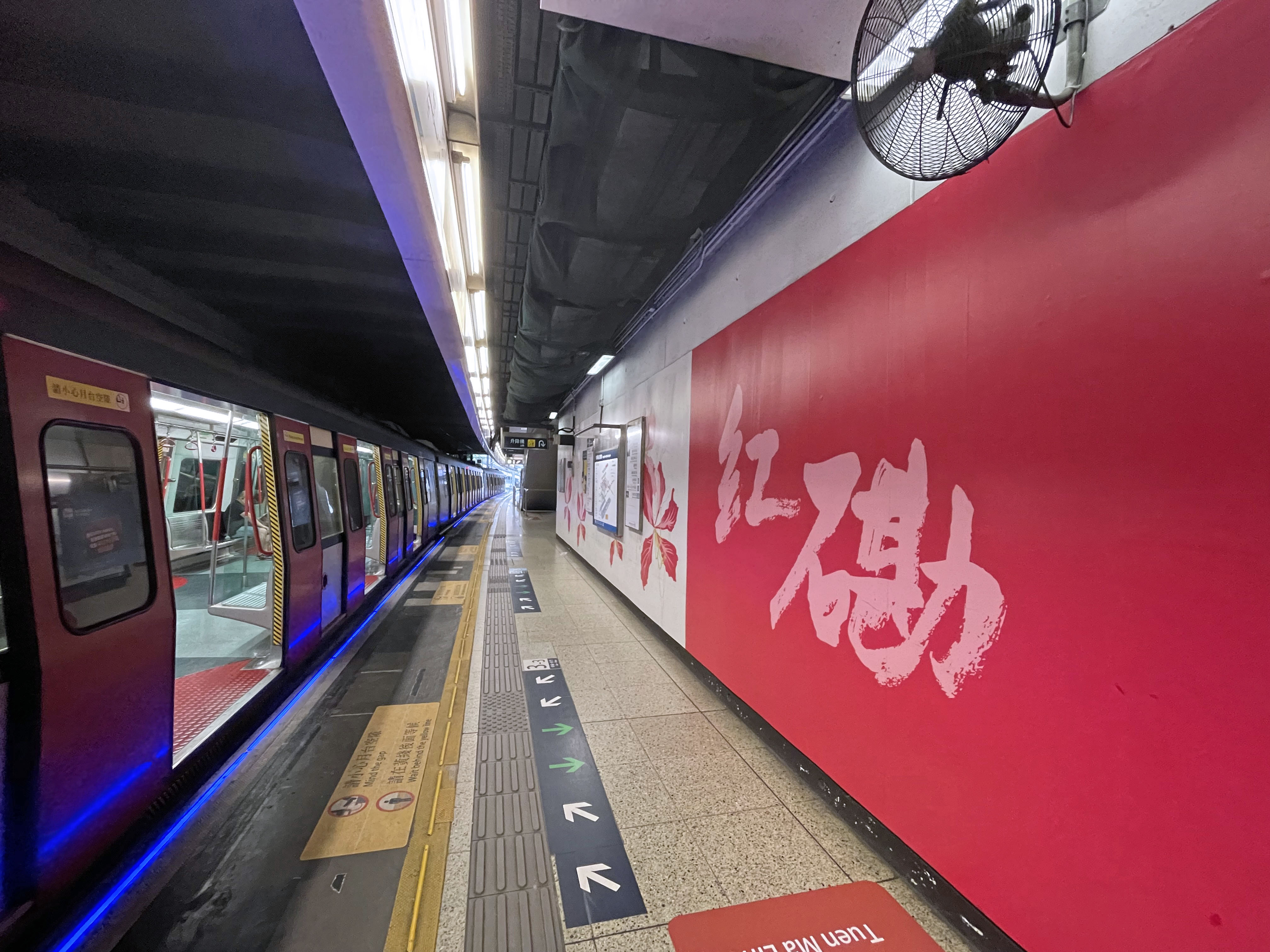
Bahnsteig der Eastern Line, 2021

## Fußnote
1. ↑  
Hung Hom (chinesisch 紅磡 / 红磡, Pinyin Hóngkàn, Jyutping Hung4ham3), ein kowlooner Stadtteil.
2. ↑  
Die „Hung Hom-Bucht“ (紅磡灣 / 红磡湾,  Hóngkàn Wān, Jyutping Hung4ham3 Waan1, englisch Hung Hom Bay), einstige Bucht des Stadtteils Hong Hom, die 1994 durch den letzten Landgewinnungsmaßnahmen der Hongkonger Kolonialregierung endgültig als Küstenlinie von der Landkarte verschwand.